# Lentilla
Die Lentilla (katalanisch: Lentillà) ist ein Fluss in Frankreich, der im Département Pyrénées-Orientales in der Region Okzitanien verläuft. Sie entspringt in den Pyrenäen, an der Nordostflanke des Gipfels Pic du Canigou, im Gemeindegebiet von Valmanya, entwässert generell Richtung Nordost bis Nord durch die historische Grafschaft Conflent und mündet nach rund 24 Kilometern im Gemeindegebiet von Vinça im Rückstau des Stausees Retenue de Vinça als rechter Nebenfluss in die Têt.

## Orte am Fluss
(Reihenfolge in Fließrichtung)
- Valmanya
- Baillestavy
- Finestret